# Komandoria (serial telewizyjny)
Komandoria (fr. La Commanderie) – francuski serial historyczny. Serial liczy 8 odcinków po 52 minuty każdy.

## Treść
Akcja toczy się w średniowiecznej Burgundii. Kraj pogrążony jest w strachu z powodu zbliżającej się wojny i epidemii. Nadzieją dla miejscowych jest forteca Suwerennego Rycerskiego Zakonu Szpitalników św. Jana Jerozolimskiego z Rodos. Fort był swego czasu siedzibą Templariuszy, a obecnie mieszkają w nim nowi rycerze zakonni, którzy są równocześnie lekarzami i rolnikami. Starają się oświecić miejscową ludność i pomóc w codziennych problemach.

## Obsada
- Clément Sibony (Thomas Cortemain),
- Louise Pasteau (Constance de Montet),
- Carlo Brandt (Commandeur Roger de Neuville),
- Maher Kamoun (Maître Elias Sabet),
- Antoine Cholet (Géraud de Castenay),
- Gérard Loussine (Frere Pons),
- Nathalie Blanc (Brune),
- Ophélia Kolb (Aygline),
- Magali Woch (Barbe),
- Xavier Hosten (Soldat Grégoire),
- Renaud Barse (Serviteur commanderie),
- Romain Favre (Serviteur de Montet),
- Raynaud Gerald (Soldat commanderie),
- Pascal Elso (Geoffroy de Montet),
- Titouan Laporte (Niot),
- Valérie Moreau (La belle laitiere),
- Nicolas Woirion (Chabert),
- Nathalie Radot (La meneuse),
- Sébastien Libessart (Quentin),
- Franck Manzoni (Le Breton),
- Antoine Basler (Hugues d'Avenes),
- Xavier Jozelon (Malade),
- Scali Delpeyrat (Duc d'Anjou),
- Laurent Pons (Malade enrôlé par Aymeric),
- Claire Butard (Rousse),
- Cyrille Dobbels (Malade enrôlé par Aymeric)